# Děla z Navarone
Děla z Navarone (The Guns of Navarone) je britsko-americký akční film z roku 1961. Hlavní role tohoto filmu ztvárnili Gregory Peck, David Niven a Anthony Quinn. Natáčelo se v Řecku, kde v roce 1943 na ostrově Kheros bylo vysazeno 2000 britských vojáků. 

## Děj
Gregory Peck (kapitán Keith Mallory), David Niven (desátník Miller) a Anthony Quinn (plukovník Andrea Stavros) dostávají velmi nebezpečný úkol. Mají zlikvidovat dvě německá nacistická děla z ostrova Navarone, která ohrožují životy 2000 britských vojáků tím, že brání torpédoborcům evakuovat je z blízkého ostrova Kheros. Nejprve se si najdou ošuntělou loď, se kterou přeplují Egejské moře, což se neobejde bez příhod. U svého cíle ztroskotají na skále během prudké bouře, pod útesy coby jedinou nehlídanou částí pobřeží ostrova. Šplhání po útesu v noci a dešti je náročný úkol i pro zkušeného horolezce Malloryho, navíc musí na vrcholu útesu zneškodnit nepřátelskou hlídku. Major Roy Franklin (kterého hraje Anthony Quayle) si při výstupu zlomí nohu. Německá posádka zjistí chybějící hlídku a začne pronásledování v horském terénu. Nepohyblivý major Roy a s ním i celý tým čelí pochybnostem o jeho dalším osudu. Po přestřelce s německými vojáky, setkání s odbojářkami a úniku jeskyněmi se dostávají k městu Mandrakos, kde jsou zajati a vyslýcháni. Velitel Wehrmachtu Muesel (hraje Walter Gotell) se snaží zjistit, kde jsou ukryty výbušniny, avšak nedostává odpověď. Přichází kapitán SS, který vyhrožuje mučením zraněného Roye, neprozradí-li umístění výbušnin. Plukovník Andrea předstírá záchvat nemoci, v důsledku čehož se role obrací a spoutáni končí němečtí vojáci. Mallory požádá Muesela, aby se postaral o Roye, kterého u nich ponechává. Zbytek týmu se dostane k Navarone, kde si rozdělí úkoly, směřující ke zničení obou německých děl v pevnosti na útesu. Desátník Miller však odhalí, že v týmu je zrádkyně, odbojářka Anna (Gia Scala), která zničila výbušniny. Následně je zastřelena. Do vlastní pevnosti proniká Mallory s Millerem, který se snaží se zbylými prostředky nastražit výbušniny k dělům. Vojáci Wehrmachtu překonají bránu, dostávají se k dělům, prohledávají je a následně zahájí střelbu na evakuační torpédoborce. Při dobíjení se aktivuje skrytá nálož a celé palebné postavení vybuchuje, což zbytky týmu pozorují z člunu, major Roy pak z lůžka.

## Obsazení
- Gregory Peck
- David Niven
- Anthony Quinn
- Anthony Quayle
- Irene Pepes
- Walter Gotell